# Хусейн-бей Хамидид
Кемаледдин Хусейн-бей Хамидид (тур. Kemâleddin Hüseyin Bey, не позднее 1375—1391) — последний правитель бейлика Хамидогуллары. Хусейн-бей не смог противостоять претензиям Караманоглу Алаэддина-бея на часть территории Хамидидов и продал часть бейлика османскому султану Мураду I. После смерти Хусейна основная часть бейлика перешла к османам, независимость сохранила лишь анталийская часть под управлением Текеогулларов.

## Биография

### Начало правления
Отцом Хусейна был Хусамеддин Ильяс-бей. После смерти Ильяса-бея Хусейн стал править бейликом Хамидогуллары . Нет данных о том, когда это произошло, известно только что к  776 (1374/1375) году поскольку в этом году в письме османскому султану Мураду I Хусейн подписывался как эмир Эгридира.
Хусейн-бей несколько раз писал Мураду I. В одном из писем он выражал сожаление, что два его предыдущих письма султану остались без ответа в связи с тем, что Мурад отправился в Румелию. Хусейн напоминал, что был верен султану в течение истёкших двух лет, и просил его защиты и помощи против Караманида (вероятно, Алаэддина-бея), который в течение этих двух лет постоянно нападал на бейлик. Мурад I в своём ответе из Диметоки, датированным мухаррамом  778 (маем-июнем 1376) года, писал, что не сомневался в его лояльности, и прислал Хусейну хилат (почётное одеяние).
В октябре 1377 года Хусейн-бей отправлял Мураду I поздравления на персидском языке в связи с захватом Ниша и послал султану двух прекрасных лошадей. Мурад в своём ответе писал, что завоевание замка Ниш важно, поскольку город является ключом к Румелии. Султан обещал Хусейну помощь и заверял его в своём дружеском расположении.

### Продажа части бейлика
В 1381 году Хусейн был приглашён на свадьбу Баязида, сына Мурада I, с дочерью Сулеймана-шаха Гермияноглу . Он отправил К Мураду посланника с ценными дарами. Когда посланник после свадьбы должен был вернуться, Мурад вызвал его к себе. Во время личной встречи с послом Мурад велел ему передать Хусейну, что бею следует продать несколько замков и городов, на которые претендует Алаэддин-бей (Акшехир, Бейшехир, Сейдишехир, Ялвац, Караагач и Ыспарту). Хусейн-бей, узнав о желании Мурада, немедленно отправил к нему другого посланника, который передал султану, что бей приветствует это предложение, потому что он устал от нападений Алаэддина.
В 1381/82 году, вскоре после свадьбы сына, османский султан осматривал земли, полученные как приданое от Сулеймана-Шаха Гермияноглу (Кютахья, Симав, Эмет и Тавсанли). Когда Хусейн узнал о визите Мурада в Кютахью, он прибыл к нему и сказал, что готов совершить сделку. Таким образом, в  783 (1381/82) году Акшехир, Бейшехир, Сейдишехир, Ялвач и Караанч были проданы Османскому государству за 80 000 золотых. Поскольку на эти земли претендовал Алаэддин, это вызвало длительную борьбу между ним и османскими султанами Мурадом и Баязидом. В  788 (1386) году Мураду I пришлось предпринять поход против Алаэддина, а на обратном пути из Карамана он взял под свою власть Эгридир, столицу Хамидидов. Хусейн-бей признал себя вассалом османов, поэтому Мурад разрешил ему править в городах Ыспарта, Улуборлу, Кечиборлу, Бурдур и Гёльхисар.

### Вассал османов
В 1389 году по требованию Мурада Хусейн-бей направил в османскую армию отряд из 2000 знаменитых хамидских лучников под командованием своего сына Мустафы. Отряд принимал участие в Косовской битве 1389 года. Расставляя на поле боя войска, Мурад I разделил отряд и поставил половину (1000 стрелков) вместе с Мустафой на один фланг под командование своего сына Баязида. Вторую половину (1000 человек) он поставил на другой фланг под командование своего сына Якуба-челеби. Мехмед Нешри писал, что лучники стояли на переднем крае. По команде Мурада I лучники Хамидидов с обоих флангов засыпали противника стрелами, как дождём. Они сыграли важную роль в победе османов. По словам Нешри, «каждый из стрелков справа и слева при метании стрел равнялся Сааду ибн Абу Ваккасу».
После смерти Мурада I в этой битве османский престол занял его сын Баязид I. Часть анатолийских беев решила воспользоваться сменой власти у османов. Беи разорвали договорённости, отказавшись подчиняться султану, и объявили о своей независимости. Баязиду пришлось отправиться с армией в Анатолию и привести беев к повиновению.
Алаеддин был недоволен тем, что Хамидиды продали часть бейлика османам. В 1390/91 году он напал на бывшие территории Хамидидов, проданные османам. В османских источниках зафиксировано, что вскоре все земли, принадлежавшие северным Хамидидам были захвачены османами, и преобразованы в санждак, которым стал управлять сын Баязида I, Иса Челеби.
По некоторым данным Хусейн-бей был убит Баязидом по неизвестной причине. Часть источников молчит о судьбе Хамидоглу Хусейн-бея, другие источники сообщают, что он умер в 1391 году, и что его сын Мустафа поступил на службу к Баязиду. Возможно, Хусейн-бей правил частью бейлика до своей смерти. После смерти Хусейна бейлик прекратил существование (северная его часть). К сожалению, точная дата этого события остаётся неизвестной. В анталийской часть бейлика — Текеогуллары — правил Осман, сын Мубаризеддина Мехмеда-бея.